# Цін'юань-Маньчжурський автономний повіт
42°05′52″ пн. ш. 124°55′17″ сх. д. / 42.09771° пн. ш. 124.92138° сх. д.
Цін'юань-Маньчжурський автономний повіт (кит. 清原满族自治县, пін. Qīngyuán Mănzú Zìzhìxiàn) — один із повітів КНР у складі префектури Фушунь, провінція Ляонін. Адміністративний центр — містечко Цін'юань.

## Географія
Цін'юань-Маньчжурський автономний повіт лежить на висоті близько 240 метрів над рівнем моря у верхній течії Хуньхе.

### Клімат
Повіт знаходиться у зоні, котра характеризується вологим континентальним кліматом. Найтепліший місяць — липень із середньою температурою 23,1 °C. Найхолодніший місяць — січень, із середньою температурою -14,3 °С.
| Клімат повіту Цін'юань-Маньчжур | Клімат повіту Цін'юань-Маньчжур | Клімат повіту Цін'юань-Маньчжур | Клімат повіту Цін'юань-Маньчжур | Клімат повіту Цін'юань-Маньчжур | Клімат повіту Цін'юань-Маньчжур | Клімат повіту Цін'юань-Маньчжур | Клімат повіту Цін'юань-Маньчжур | Клімат повіту Цін'юань-Маньчжур | Клімат повіту Цін'юань-Маньчжур | Клімат повіту Цін'юань-Маньчжур | Клімат повіту Цін'юань-Маньчжур | Клімат повіту Цін'юань-Маньчжур | Клімат повіту Цін'юань-Маньчжур |
| Показник                        | Січ.                            | Лют.                            | Бер.                            | Квіт.                           | Трав.                           | Черв.                           | Лип.                            | Серп.                           | Вер.                            | Жовт.                           | Лист.                           | Груд.                           | Рік                             |
| Середній максимум, °C           | −5,8                            | −1,1                            | 6,1                             | 16,2                            | 22,6                            | 27                              | 28,7                            | 28,2                            | 23,2                            | 15,6                            | 4,7                             | −3,3                            | 13,5                            |
| Середня температура, °C         | −14,3                           | −9,3                            | −0,9                            | 8,5                             | 15,2                            | 20,3                            | 23,1                            | 22                              | 15,4                            | 7,4                             | −2,3                            | −10,9                           | 6,2                             |
| Середній мінімум, °C            | −20,9                           | −15,9                           | −6,8                            | 1,6                             | 8,3                             | 14,4                            | 18,7                            | 17,5                            | 9,5                             | 1,2                             | −7,6                            | −16,6                           | 0,3                             |
| Норма опадів, мм                | 7                               | 8.9                             | 20.8                            | 46.5                            | 61.4                            | 109.7                           | 194.2                           | 191.8                           | 60.4                            | 46.2                            | 23.5                            | 10.4                            | 780.8                           |
| Вологість повітря, %            | 71                              | 66                              | 61                              | 56                              | 61                              | 71                              | 80                              | 81                              | 76                              | 69                              | 70                              | 72                              | 69.5                            |
| ------------------------------- | ------------------------------- | ------------------------------- | ------------------------------- | ------------------------------- | ------------------------------- | ------------------------------- | ------------------------------- | ------------------------------- | ------------------------------- | ------------------------------- | ------------------------------- | ------------------------------- | ------------------------------- |
| Джерело: data.cma.cn            |                                 |                                 |                                 |                                 |                                 |                                 |                                 |                                 |                                 |                                 |                                 |                                 |                                 |